# Meinard Tydeman der Ältere

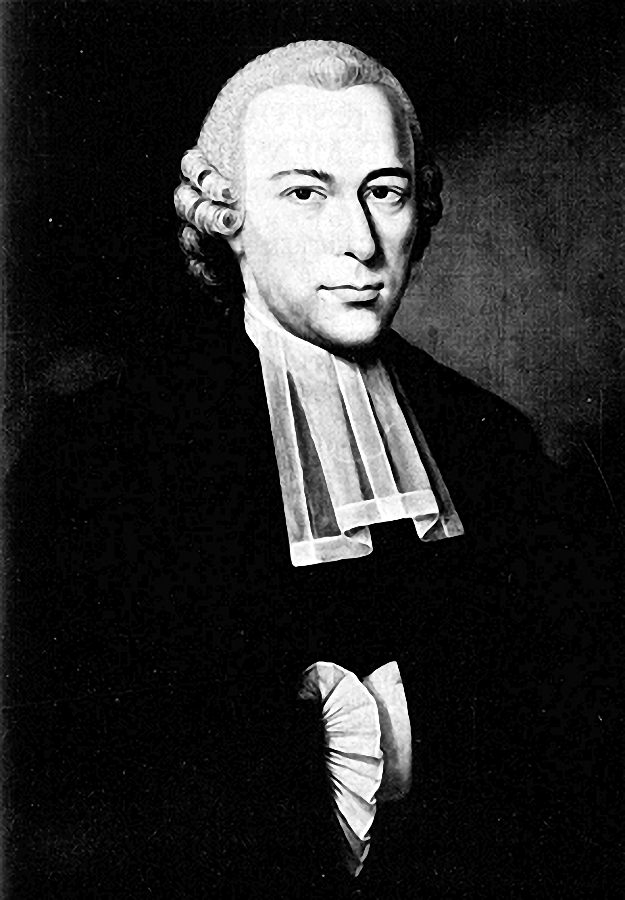
Meinard Tydeman der Ältere (1774)

Meinard Tydeman der Ältere (auch: Tijdeman; * 20. März 1741 in Zwolle; † 1. Februar 1825 in Leiden) war ein niederländischer Rechtswissenschaftler und Historiker.

## Leben

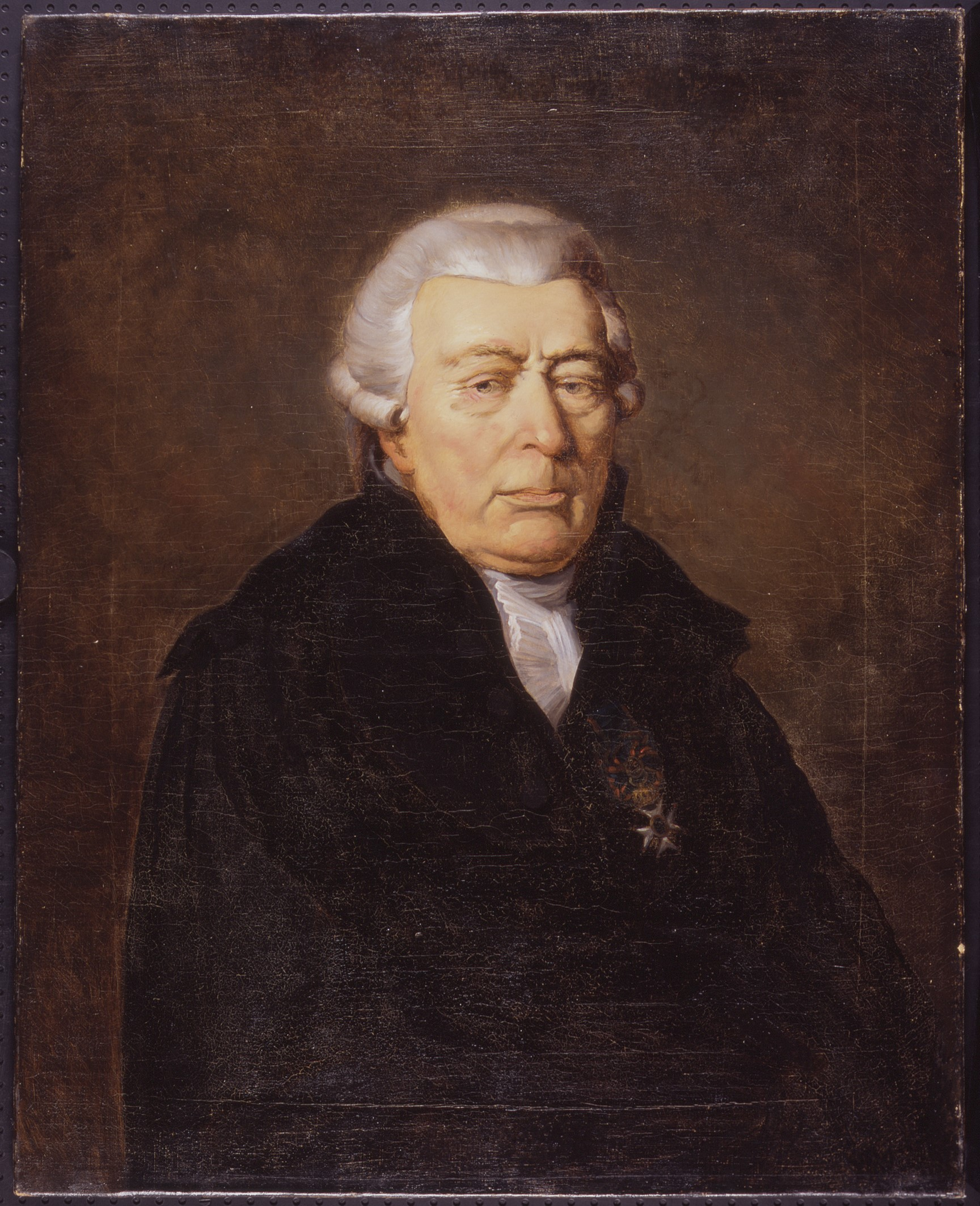
Meinard Tydeman (1824)

Der Sohn des Hendrik Willem Tydeman und Johanna Onkruidt hatte die Lateinschule seiner Geburtsstadt besucht und seine Ausbildung am Gymnasium Athenaeum in Deventer fortgesetzt. 1757 begann er an der Universität Utrecht ein Studium der Rechtswissenschaften. Hier war er ein Schüler von Petrus Wesseling (1692–1764), Christoph Saxe (1714–1806), Jacobus Voorda (1698–1768) und Friedrich Gottfried Houck (1708–1767). Er hatte mit anderen Studenten die Dulces ante omnia Musae eingerichtet, welche Vereinigung sich der Sprachwissenschaft widmete. 1762 hatte er unter Wesseling mit der Abhandlung de Lucii Ulpii Marcelli Jcti vita et scriptis, welche auch in Deutschland bekannt geworden ist, unter Wesseling zum Doktor der Rechte promoviert.
Danach ging er als Lehrer an das Erasmus-Gymnasium in Rotterdam. Hier hatte er eine glückliche Hand bewiesen und man berief ihn 1763 als Rektor an das Gymnasium in Leeuwarden, welches Amt er mit der Oratio de copulanda literarum ac morum elegantia antrat. Auch an der Universität Harderwijk war man auf ihm aufmerksam geworden, wo er im November 1764 eine Berufung als Professor für Geschichte, Rhetorik und griechische Literatur erhielt. Diesem Ruf folgte er am 22. Februar 1765 mit der Rede Oratio adit. de necessario Historiarum, Eloquentiae, Graecique. Jedoch blieb er nicht lange in dieser Position, da er am 28. Juli 1766 eine Professur des Naturrechts und des deutsch-römischen Rechtes an der Universität Utrecht angeboten bekam, in die er im September 1766 mit der Rede Oratio de finibus jurisprudentiae naturalis regundis eingeführt wurde. 
Tydeman wurde 1770–1771 und 1783–1784 Rektor der Utrechter Alma Mater. Die nächsten zwanzig Jahre Aufenthalt wurden die fruchtbarste und glücklichste Schaffensphase seines Lebens. Hier hatte er unter anderem eine geschätzte Ausgabe de Jure Belli et Pacis von Hugo Grotius (1783) besorgt und das Quaestiones et Aphorismi ex Jurisprudents naturali und ein Enchiridium studiosi jurisprudentiae verfasst. Nachdem er 20 Jahre die Professur bekleidet hatte, legte er diese aufgrund des 1787 in Utrecht herrschenden Geistes am 7. Mai nieder. Diese Ursachen hielt er in der Rede Oratio inaug. de caussis quibusdam corrup. tae jurisprudentiae fest, die er in Harderwijk gehalten hatte, wo er als Professor der Rechte zurückgegangen war. 
1790 wurde er zum Kanzler der Provinz Overijssel ernannt, welche Stellung er 1795 niederlegte. Denn er zog nach Kampen, wo er weitere Studien betrieb. 1801 ging er nach Leiden, wo er an der dortigen Universitätsbibliothek als Bibliothekar einen Verzeichniskatalog anlegte, der 1802 unter dem Titel honoris causa erschien. Da seine Tätigkeit in Leiden immer wieder fortgesetzt wurde, konnte er 1814 eine Professur an der Universität Leiden erhalten, wo er seitdem Vorlesungen über die römischen Antiquitäten hielt. Diese hatte er bis kurz vor seinem Lebensende fortgesetzt. Tydeman war auch als Dichter in Erscheinung getreten.

## Werke
- Dissertatio historico ivridica De Lvcii Vlpii Marcelli, ivreconsvlti, vita et scriptis. Broedelet, Utrecht 1762. (Digitalisat)
- Oratio de copilanda literarum et morum elegantia. Kouman, Leeuwarden 1763. (Digitalisat)
- Oratio aditialis de necessario Historiarum, Eloquentiae, Graecique sermonis in Belgica studio ad egregiam eius civem formandum. Moojen, Harderwijk 1765. (Digitalisat)
- Theses philologicae miscellae. Respondent: Basilicus Hermann von Ermel. Harderwijk 1765. (Digitalisat)
- Oratio de Jurisprudentiae naturalis finibus regundis. Broedelet, Utrecht 1766. (Digitalisat)
- Tydemanni et Hieronymi van Alphen, Diatribe Academica de eo, quod justum est circa tori et mensae separationem. Respondent: Hieronymus van Alphen. Broedelet, Utrecht 1767. (Digitalisat)
- Similis Diatribe et Jo. Kneppelhout de violenta defensione alterius. Ibid. 1769. 4o.
- Oratio de luxu civibus et civitati noxio. Utrecht 1761 (Online)
- Thomas Shaw, Reizen en Aanmerkingen etc. 3 Bände. van Schoonhoven, Utrecht 1773.
- Tydemanni et Simon Brand van Someren, Diatribe Acad. de Legibus positivis divinis Universalibus. Utrecht 1774
- I.I. Björnstähl, Reizen door Europa en het Oosten etc. 6 Bände. Utrecht 1776–1784.
- Syntagma dissertationum ad philosophiam moralem pertinentium. Paddenburg, Utrecht 1777. (Digitalisat)
- Oratio de Jurisprudentiae naturalis finibus regundis. Broedelet, Utrecht 1766. (Digitalisat)
- Verdediging van het berigt aangaande Abauzit. Utrecht, 1779, tegen den brief aan de schrijvers der Nederl. Bibliotheek dienende ter aanwijzing der begaane Misslagen van den Hoogl. Tydeman. Harlingen 1779
- Quaestiones et Aphorismo ex Jurisprudentia naturali. Utrecht 1781
- Hugo Grotius de Jure Belli et Pacis, cum Not. Variorum et L. Barberacui. Utrecht 1783 (Online)
- Enchiridion studiosi Jurisprudentiae naturalis. Utrecht 1789
- Diatribe Acad. una cum Constantino van der Velden defensi de origine Dominii ejusque extension. Utrecht 1789
- Verdediging van het Advys enz. Ook vindt men zijn consilium in Causa Criminali, in de Gerechtshandelingen der Crimin. Proced. van den Adv.-Fiscaal der Hoogheid van de Provincie Overijssel, tegen Mr. A. Vosding van Befervorde 1789, en in Verzameling van Placaten, Resolutiën en andere authentyke stukken enz. D. IX, p. 68-94. Kampen, 1789.